# Кюнде (село)
Кюнде (якут. Кыадаҥда) — село в Вилюйском улусе Якутии России. Входит в состав Чочунского наслега. Население — 207 чел. (2021), большинство — якуты .

## География
Село расположено на западе региона, в восточной части Центрально-Якутской равнины, по берегу одноимённого озера.
Географическое положение
Расстояние до улусного центра — города Вилюйск — 28 км, до центра наслега — села Сыдыбыл — 6 км..
климат
В населённом пункте, как и во всем районе, климат резко континентальный, с продолжительным зимним и коротким летним периодами. Зимой погода ясная, с низкими температурами. Устойчивые холода зимой формируются под действием обширного антициклона, охватывающего северо-восточные и центральные улусы. Средняя месячная температура воздуха в январе находится в пределах от −28˚С до −40˚С..

## История
Согласно Закону Республики Саха (Якутия) от 30 ноября 2004 года N 173-З N 353-III село вошло в образованное муниципальное образование Чочунский наслег.

## Население
| 2002 | 2010 | 2021 |
| ---- | ---- | ---- |
| 229  | ↘196 | ↗207 |

Национальный состав
Большинство жителей якуты.
Согласно результатам переписи 2002 года, в национальной структуре населения якуты составляли 97 % от общей численности населения в 229 чел..

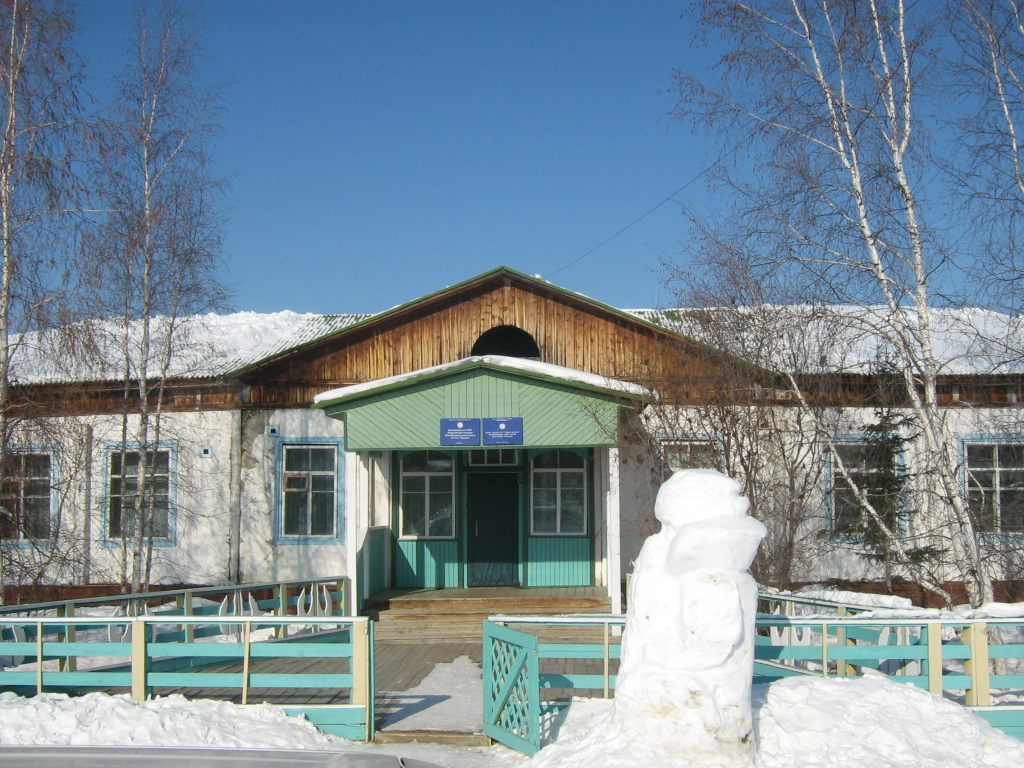
Школа в Кеданде

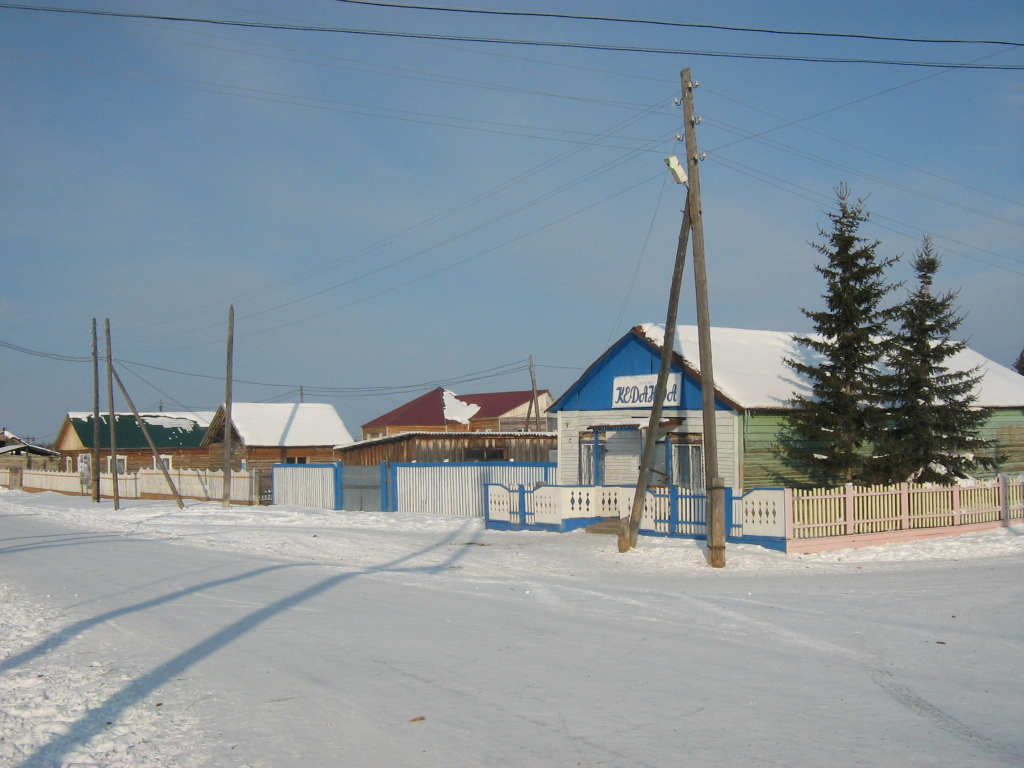
Магазин «Кеданда» в селе

## Инфраструктура
Животноводство (мясо-молочное скотоводство, мясное табунное коневодство)

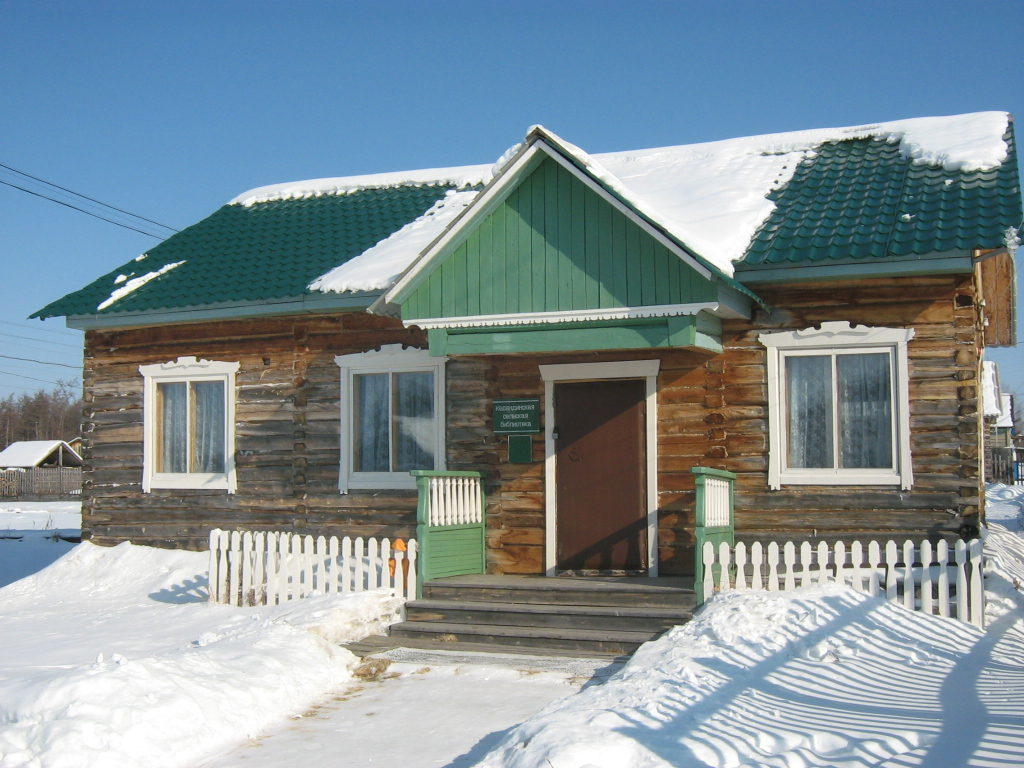
Кедандинская библиотека

Действуют учреждения здравоохранения и торговли. МБОУ «Кедандинская ООШ с дошкольной Группой имени К. С. Чиряева»

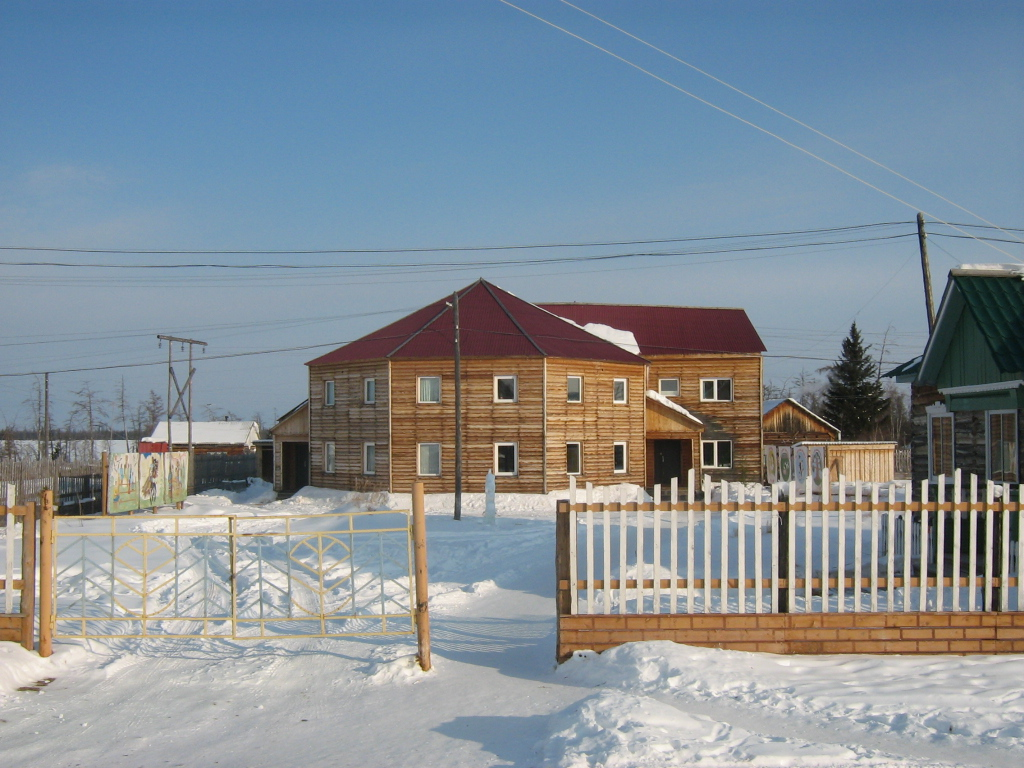
Клуб в Кеданде

МБУ ДЦ «Кундэ» им. Н. Х. Константинова (сельский клуб).
Кедандинская модельная библиотека филиал № 21 (адрес: ул. Юбилейная, 11/1) открыта в 1981 г.. На 01.01.2019 всего пользователей — 106 из без малого 500 жителей села

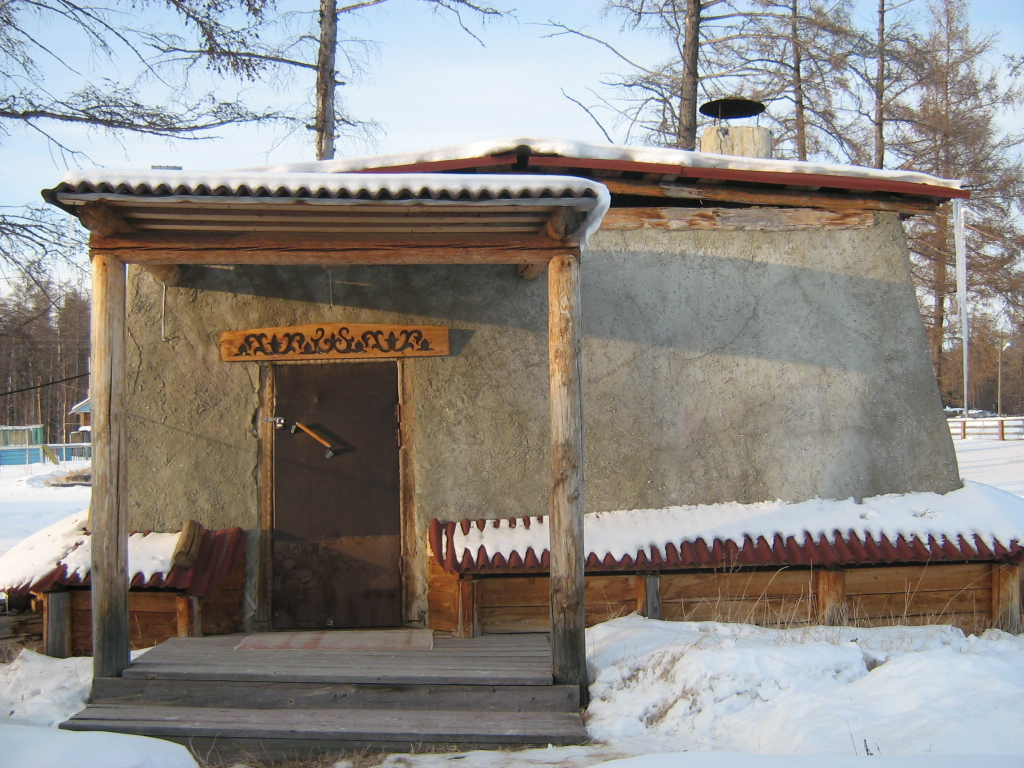
Музей Г. И. Чиряева

МБУ «Музей Г. И. Чиряева»

## Транспорт
Просёлочная дорога с выездом на автодорогу федерального значения «Вилюй».